# Avernus ochraceiventris
Avernus ochraceiventris är en insektsart som beskrevs av Schmidt 1911. Avernus ochraceiventris ingår i släktet Avernus och familjen spottstritar. Inga underarter finns listade i Catalogue of Life.